# 安东·什瓦伊伦
安东·什瓦伊伦（1937年12月3日—），斯洛伐克男子足球运动员，场上位置是守门员。他曾代表捷克斯洛伐克国奥队参加1964年夏季奥林匹克运动会足球比赛，获得一枚银牌。